# Mattheus Lestevenon

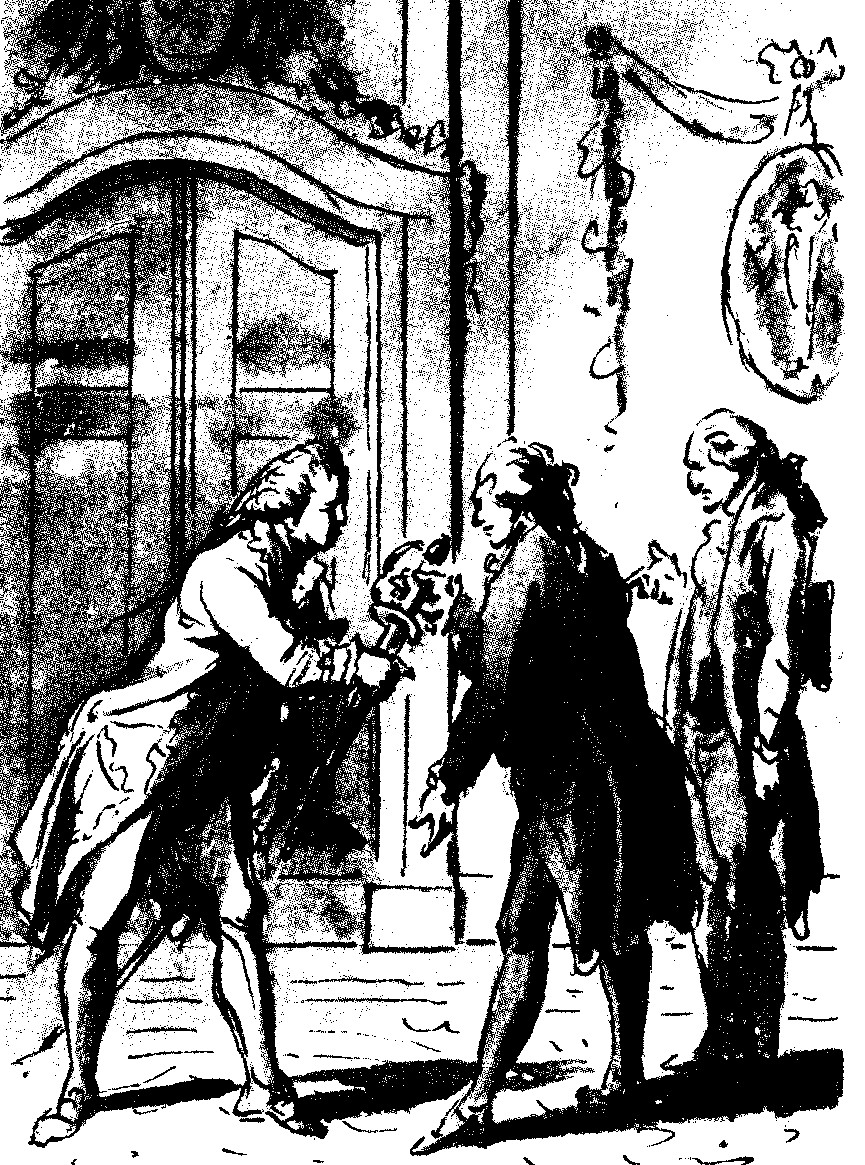
De gezanten M. Lestevenon en G. Brantsen overhandigen een gouden degen aan viceadmiraal Pierre André Bailly de Suffren de Saint Tropez (1729-1788)

Mat(t)heus Lestevenon heer van Berckenro(o)de ook Matthijs Lestevenon van Berkenrode (Amsterdam, 8 februari 1715 – Den Haag, 13 januari 1797) was stadssecretaris en schepen in Amsterdam, vervolgens ambassadeur in Frankrijk. Lestevenon speelde een belangrijke rol in de 'zuiveringen' in de Republiek in het jaar 1748 en in de verschillende onderhandelingen in of bij Parijs van 1783-1785. Pietro Locatelli droeg zes vioolsonates aan hem op.

## Biografie
Lestevenon werd geboren in een aanzienlijke regentenfamilie. Zijn vader was bewindhebber van de Oost-Indische Compagnie, heer van Strijen en vier keer Amsterdams burgemeester (tussen 1722 en 1736). Gerrit de Graeff, de vrijheer van Zuid-Polsbroek, was zijn zwager. In 1729 kreeg Lestevenon een baantje als stadssecretaris. Naar alle waarschijnlijkheid deed iemand anders het werk en dienden de inkomsten als studiebeurs (sinecure).
Na een erfenis te hebben ontvangen van een oudtante rentenierde Lestevenon in een paleis aan het Lange Voorhout in Den Haag. Hij had zestien man personeel. Lestevenon trouwde in 1742 met Lady Catharina Windsor in Londen en ging op huwelijksreis naar Italië. Zijn vrouw overleed op de terugreis aan de waterpokken. In 1743 trouwde hij met Maria Wilhelmina baronnesse Van der Duyn. Enkele maanden later erfde Lestevenon opnieuw "considerabel veel gelt en goet" na de dood van zijn vader. Hij werd in 1745 benoemd tot schepen van Amsterdam en verhuisde naar het riante pand Keizersgracht 444-446 (De witte Keizer). Omdat hij niet als opvolger van zijn vader werd benoemd, zou hij gefrustreerd zijn geraakt. In de nacht van 4 op 5 mei 1747 brandde zijn kasteel Berkenrode bij Heemstede door onvoorzichtigheid van het personeel af, nadat het met kaarsen en vetpotjes was geïllumineerd ter ere van de verheffing van prins Willem IV tot erfstadhouder.
Na het Pachtersoproer (1748) verzochten de doelisten Willem IV de onderling verwante regentenkliek te verwijderen en de benoeming van burgemeesters te wijzigen. Van de veertig burgemeesters die tussen 1696-1748 werden gekozen, waren er slechts twee (sommigen beweren zelfs slechts één) niet verwant met eerdere burgemeesters. ...op aanwijzing van Lestevenon werden alle leden der sedert de dagen van Joan Corver te Amsterdam regeerende dynastieën uit hunne ambten ontzet. Ten slotte schrapte Lestevenon zichzelf uit de raad. De stadhouder veranderde echter van inzicht, en meer dan de helft van de raadslieden kreeg zijn zetel terug. Lestevenon werd niet lang daarna benoemd als ambassadeur aan het Franse hof in Versailles.
Zijn twee kinderen Maria Jacqueline en Willem Anne Lestevenon werden respectievelijk in 1749 in Brussel en in 1750 in Parijs geboren. In juni 1755 scheidde Lestevenon van zijn tweede vrouw Maria Wilhelmina toen zij zwanger bleek van een officier. Lestevenon trouwde vervolgens met Susanna Faulquier. Het pand op de Keizersgracht verkocht hij aan Thomas Hope. Het pand Singel 292, dat hij had geërfd van zijn grootvader Jan Trip van Berkenrode verkocht hij aan Joachim Rendorp.

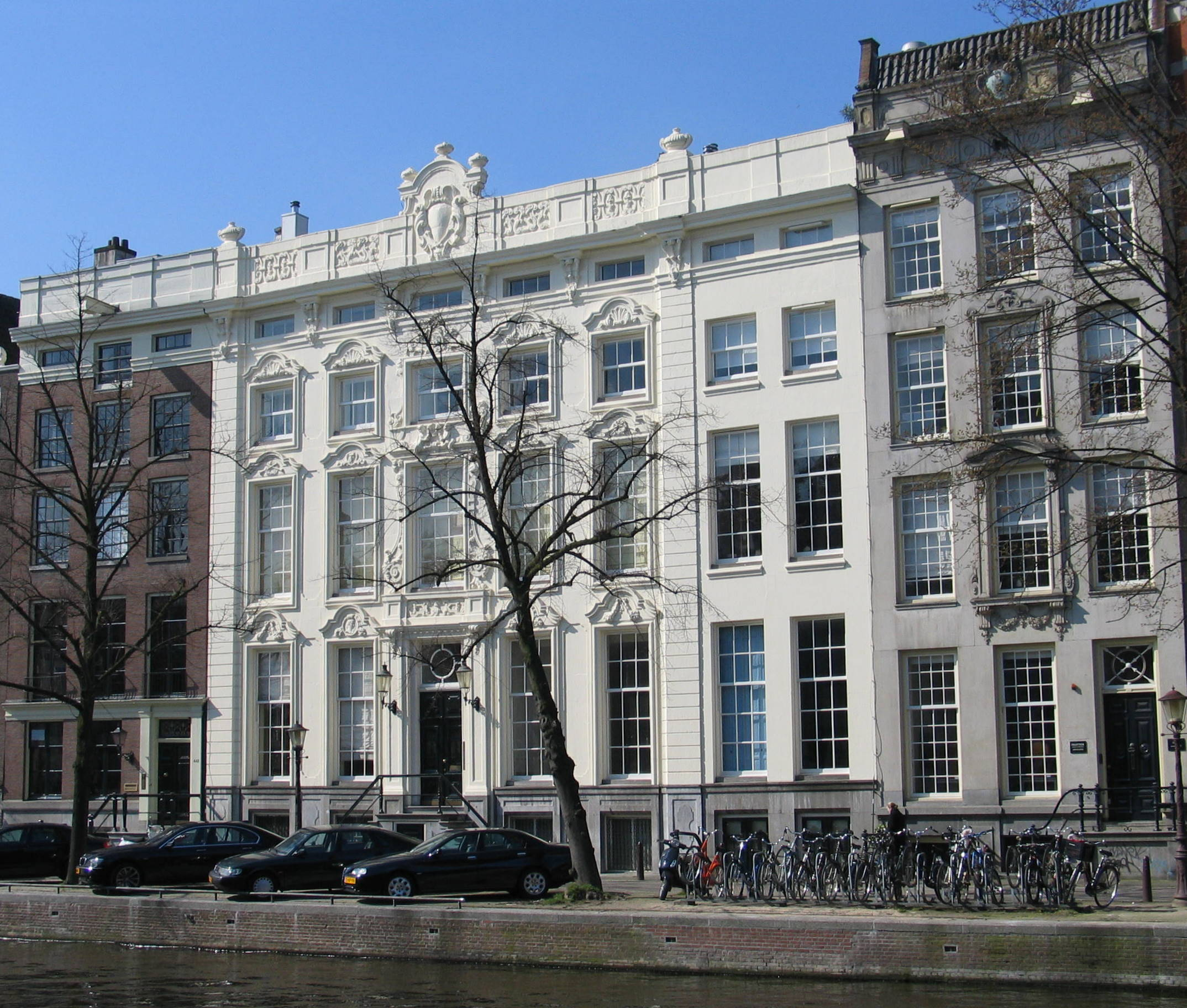
Het voormalige woonhuis (in het midden)

Van 1783 tot 1785 traden de ambassadeurs Mattheus Lestevenon en Gerard Brantsen in Parijs op als vertegenwoordiger van de Republiek bij de verschillende belangrijke onderhandelingen die daar toen plaatsvonden. Op 2 september 1783 tekenden ze in Parijs een voorlopig akkoord met Groot-Brittannië, dat een einde moest maken aan de Vierde Engels-Nederlandse Oorlog. Pas op 20 mei 1784 konden ze in Parijs het definitieve vredesverdrag met Engeland sluiten. Daarnaast onderhandelden ze met Oostenrijk over financiële en grenskwesties naar aanleiding van de Keteloorlog, onder bemiddeling van Frankrijk. Daarover sloten ze op 20 september 1785 in Parijs een voorlopig akkoord. De definitieve vrede met Oostenrijk volgde op 8 november 1785 met het Verdrag van Fontainebleau. Ten slotte onderhandelden de beide ambassadeurs ook met Frankrijk over een verdedigend verbond. Ze bereikten hierover in juni 1784 een akkoord op hoofdlijnen, maar Frankrijk stelde de bevestiging ervan uit tot na de definitieve regeling van de vrede tussen de Republiek en Oostenrijk. Op 10 november 1785 konden ze in Versailles uiteindelijk ook het verbondsverdrag met Frankrijk sluiten.
Lestevenon overleed in 1797 in Den Haag. Zijn zoon Willem Anne Lestevenon (Parijs, 1750 - La Ferté-Gaucher 4 oktober 1830) speelde inmiddels een belangrijke rol als patriot, maar ontvluchtte in 1797 de Republiek na beschuldigingen inzake sodomie.
Zijn omvangrijke boekenverzameling werd in 1798 geveild.